# Mario Cvitanović
Mario Cvitanović (Zagabria, 6 maggio 1975) è un allenatore di calcio ed ex calciatore croato, di ruolo difensore, tecnico della Lokomotiva Zagabria.

## Carriera

### Allenatore
Al suo primo anno da allenatore della Dinamo Zagabria è salito agli onori delle cronache per l'agguato subito al ritorno dalla vittoria in trasferta della sua squadra in una partita di coppa. Nell'agguato con mazze da baseball ha riportato la frattura di un braccio.
Il 25 settembre 2022 succede a Damir Canadi la panchina del Sebenico. Il 31 gennaio 2023 viene sollevato da tale incarico dopo 9 giornate di campionato (3 pareggi e 6 sconfitte).

## Statistiche

### Cronologia presenze e reti in nazionale
| Cronologia completa delle presenze e delle reti in nazionale ― Croazia | Cronologia completa delle presenze e delle reti in nazionale ― Croazia | Cronologia completa delle presenze e delle reti in nazionale ― Croazia | Cronologia completa delle presenze e delle reti in nazionale ― Croazia | Cronologia completa delle presenze e delle reti in nazionale ― Croazia | Cronologia completa delle presenze e delle reti in nazionale ― Croazia | Cronologia completa delle presenze e delle reti in nazionale ― Croazia | Cronologia completa delle presenze e delle reti in nazionale ― Croazia |
| Data                                                                   | Città                                                                  | In casa                                                                | Risultato                                                              | Ospiti                                                                 | Competizione                                                           | Reti                                                                   | Note                                                                   |
| ---------------------------------------------------------------------- | ---------------------------------------------------------------------- | ---------------------------------------------------------------------- | ---------------------------------------------------------------------- | ---------------------------------------------------------------------- | ---------------------------------------------------------------------- | ---------------------------------------------------------------------- | ---------------------------------------------------------------------- |
| 10-10-1998                                                             | Ta' Qali                                                               | Malta                                                                  | 1 – 4                                                                  | Croazia                                                                | Qual. Euro 2000                                                        | -                                                                      | 88’                                                                    |
| 10-2-1999                                                              | Spalato                                                                | Croazia                                                                | 0 – 1                                                                  | Danimarca                                                              | Amichevole                                                             | -                                                                      | 76’                                                                    |
| 13-6-1999                                                              | Seul                                                                   | Egitto                                                                 | 2 – 2                                                                  | Croazia                                                                | President's Cup 1999                                                   | -                                                                      | 65’                                                                    |
| 16-6-1999                                                              | Seul                                                                   | Croazia                                                                | 2 – 1                                                                  | Messico                                                                | President's Cup 1999                                                   | -                                                                      | 55’                                                                    |
| 19-6-1999                                                              | Seul                                                                   | Corea del Sud                                                          | 1 – 1                                                                  | Croazia                                                                | President's Cup 1999                                                   | -                                                                      |                                                                        |
| 23-2-2000                                                              | Spalato                                                                | Croazia                                                                | 0 – 0                                                                  | Spagna                                                                 | Amichevole                                                             | -                                                                      | 81’                                                                    |
| 16-8-2000                                                              | Bratislava                                                             | Slovacchia                                                             | 1 – 1                                                                  | Croazia                                                                | Amichevole                                                             | -                                                                      | 46’ 58’                                                                |
| 28-2-2001                                                              | Fiume                                                                  | Croazia                                                                | 1 – 0                                                                  | Austria                                                                | Amichevole                                                             | -                                                                      |                                                                        |
| 24-3-2001                                                              | Osijek                                                                 | Croazia                                                                | 4 – 1                                                                  | Lettonia                                                               | Qual. Mondiali 2002                                                    | -                                                                      | 46’ 81’                                                                |
| Totale                                                                 |                                                                        | Presenze                                                               | 9                                                                      |                                                                        | Reti                                                                   | 0                                                                      |                                                                        |

| Cronologia completa delle presenze e delle reti in nazionale ― Croazia under 21 | Cronologia completa delle presenze e delle reti in nazionale ― Croazia under 21 | Cronologia completa delle presenze e delle reti in nazionale ― Croazia under 21 | Cronologia completa delle presenze e delle reti in nazionale ― Croazia under 21 | Cronologia completa delle presenze e delle reti in nazionale ― Croazia under 21 | Cronologia completa delle presenze e delle reti in nazionale ― Croazia under 21 | Cronologia completa delle presenze e delle reti in nazionale ― Croazia under 21 | Cronologia completa delle presenze e delle reti in nazionale ― Croazia under 21 |
| Data                                                                            | Città                                                                           | In casa                                                                         | Risultato                                                                       | Ospiti                                                                          | Competizione                                                                    | Reti                                                                            | Note                                                                            |
| ------------------------------------------------------------------------------- | ------------------------------------------------------------------------------- | ------------------------------------------------------------------------------- | ------------------------------------------------------------------------------- | ------------------------------------------------------------------------------- | ------------------------------------------------------------------------------- | ------------------------------------------------------------------------------- | ------------------------------------------------------------------------------- |
| 23-4-1996                                                                       | Sunderland                                                                      | Inghilterra under 21                                                            | 0 – 1                                                                           | Croazia under 21                                                                | Amichevole                                                                      | -                                                                               |                                                                                 |
| 22-5-1996                                                                       | Manaus                                                                          | Brasile under 21                                                                | 1 – 1                                                                           | Croazia under 21                                                                | Amichevole                                                                      | -                                                                               |                                                                                 |
| 8-10-1996                                                                       | Zenica                                                                          | Bosnia ed Erzegovina under 21                                                   | 3 – 1                                                                           | Croazia under 21                                                                | Qual. Europeo Under-21 1998                                                     | -                                                                               |                                                                                 |
| 28-3-1997                                                                       | Sebenico                                                                        | Croazia under 21                                                                | 2 – 0                                                                           | Danimarca under 21                                                              | Qual. Europeo Under-21 1998                                                     | -                                                                               | 90+10’                                                                          |
| 3-4-1997                                                                        | Sebenico                                                                        | Croazia under 21                                                                | 2 – 0                                                                           | Slovenia under 21                                                               | Qual. Europeo Under-21 1998                                                     | -                                                                               |                                                                                 |
| 29-4-1997                                                                       | Edessa                                                                          | Grecia under 21                                                                 | 2 – 0                                                                           | Croazia under 21                                                                | Qual. Europeo Under-21 1998                                                     | -                                                                               |                                                                                 |
| 5-9-1997                                                                        | Osijek                                                                          | Croazia under 21                                                                | 6 – 1                                                                           | Bosnia ed Erzegovina under 21                                                   | Qual. Europeo Under-21 1998                                                     | -                                                                               |                                                                                 |
| 9-9-1997                                                                        | Køge                                                                            | Danimarca under 21                                                              | 1 – 0                                                                           | Croazia under 21                                                                | Qual. Europeo Under-21 1998                                                     | -                                                                               |                                                                                 |
| 12-10-1997                                                                      | Velenje                                                                         | Slovenia under 21                                                               | 1 – 2                                                                           | Croazia under 21                                                                | Qual. Europeo Under-21 1998                                                     | -                                                                               | 21’                                                                             |
| Totale                                                                          |                                                                                 | Presenze                                                                        | 9                                                                               |                                                                                 | Reti                                                                            | 0                                                                               |                                                                                 |

## Palmarès

### Giocatore

#### Competizioni nazionali
- Coppa del Belgio: 1

Germinal Beerschot: 2004-2005

### Allenatore

#### Competizioni giovanili
- Juniorsko prvenstvo Hrvatske u nogometu: 1

Dinamo Zagabria: 2015-2016